# 吳會期
吴会期（1493年—1574年），字行可，號南瀛，广东瓊州府琼山县张吴人，明朝政治人物、进士出身。

## 生平
治《礼记》，行二，由府學生中式正德十四年（1519年）己卯科廣東鄉試第六十一名舉人，年三十一歲中式嘉靖二年（1523年）癸未科會試第七十九名，第二甲第六十名進士。授南京户部主事，官至工部郎中。嘉靖二十年（1541年）九月以修天寿山各陵寝工完，升正四品服俸。二十二年被革职为民。

## 家族
曾祖吴俊。祖父吴康，壽官。父吴效。母劉氏。具庆下。兄景期、弟遠期、懋期。